# Turnera pohliana
Turnera pohliana är en passionsblomsväxtart som beskrevs av Ignatz Urban. Turnera pohliana ingår i släktet Turnera och familjen passionsblomsväxter. Inga underarter finns listade i Catalogue of Life.